# Theo Reinhardt

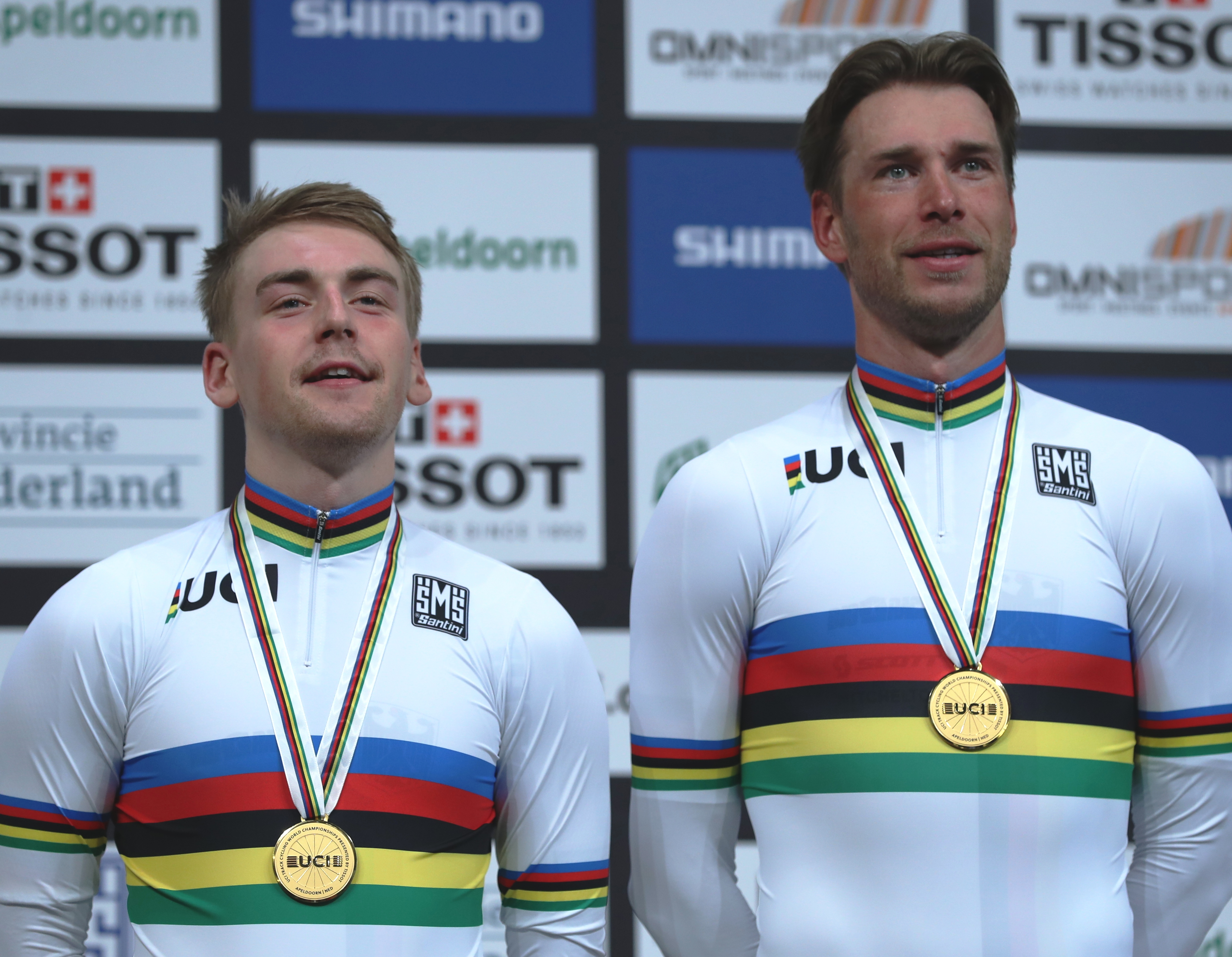
Theo Reinhardt (l.) mit Roger Kluge als Weltmeister
im Zweier-Mannschaftsfahren 2018

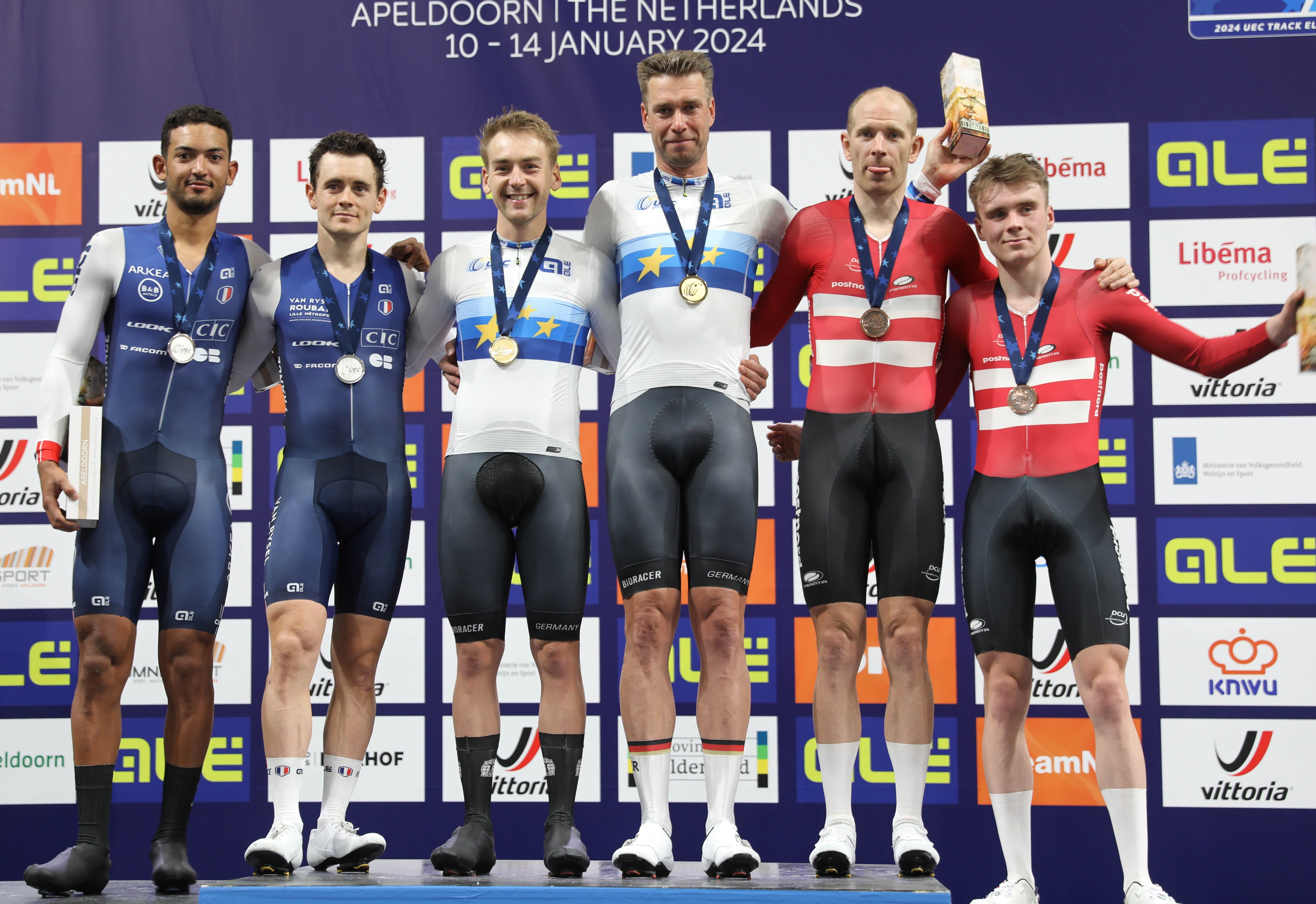
Podium bei den Europameisterschaften 2024 (v. l. n. r.): Donavan Grondin, Thomas Boudat, Theo Reinhardt, Roger Kluge, Michael Mørkøv und Theodor Storm

Theo Reinhardt (* 17. September 1990 in Berlin) ist ein ehemaliger deutscher Radrennfahrer, der auf Bahn und Straße aktiv war.

## Sportliche Laufbahn
2007 wurde Theo Reinhardt deutscher Vize-Meister der Junioren in der Mannschaftsverfolgung, gemeinsam mit Thomas Juhas, Julius Marquardt und Benjamin Bernhard, nachdem er schon in der Jugendklasse bei deutschen Meisterschaften auf dem Podium gestanden hatte. 2008 wurde er mit Thomas Juhas deutscher Junioren-Meister im Zweier-Mannschaftsfahren. Bei den Bahn-Europameisterschaften (Nachwuchs) belegte er jeweils Rang drei, mit dem Vierer (Johannes Kahra, Jakob Steigmiller und Thomas Juhas) in der Mannschaftsverfolgung sowie in der Einerverfolgung.
2010 wurde Reinhardt in Sankt Petersburg Vize-Europameister (Nachwuchs) in der Mannschaftsverfolgung (mit Kahra, Steigmiller und Lucas Liß). Zudem belegte er Platz zwei beim Sachsenringradrennen und wurde Sechster in der Gesamtwertung der Tour du Loir-et-Cher. 2011 wurde er jeweils Dritter der deutschen Meisterschaft im Zweier-Mannschaftsfahren, gemeinsam mit Ralf Matzka, sowie in der Mannschaftsverfolgung (mit Marcel Kalz, Robert Bengsch und Bastian Faltin).
2012 konnte sich Theo Reinhardt bei mehreren Straßenrennen unter den ersten Zehn platzieren; bei den deutschen Bahnmeisterschaften wurde er Vize-Meister im Punktefahren und Dritter in der Mannschaftsverfolgung (mit Maximilian Beyer, Hans Pirius und Sebastian Wotschke). Im selben Jahr wurde er vom Bund Deutscher Radfahrer für die Bahn-Europameisterschaften im litauischen Panevėžys nominiert, wo er die Silbermedaille in der Mannschaftsverfolgung errang (mit Lucas Liß, Henning Bommel und Maximilian Beyer).
Bei den Bahnradsport-Weltmeisterschaften 2013 in Minsk errang Reinhardt mit Henning Bommel die Bronzemedaille im Zweier-Mannschaftsfahren. 2014 gehörte er dem deutschen Bahnvierer an, der bei den Europameisterschaften in der Mannschaftsverfolgung die Silbermedaille gewann.
2016 wurde Theo Reinhardt für die Mannschaftsverfolgung bei den Olympischen Spielen in Rio de Janeiro nominiert. Er wurde in der ersten Runde eingesetzt und belegte gemeinsam mit Nils Schomber, Kersten Thiele, Domenic Weinstein und Henning Bommel Rang fünf. Im Januar 2018 gewann er in Bremen gemeinsam mit Kenny De Ketele erstmals ein Sechstagerennen. Anfang März wurde er gemeinsam mit Roger Kluge bei den Bahnweltmeisterschaften in Apeldoorn Weltmeister im Zweier-Mannschaftsfahren. Bei den Bahneuropameisterschaften im selben Jahr belegte das Duo Platz zwei. 2019 konnten Reinhardt und Kluge ihren WM-Titel verteidigen. Bei den Bahnradsport-Weltmeisterschaften 2020 in Berlin belegte das Duo Platz drei.
2021 wurde Theo Reinhardt für die Teilnahme an den Olympischen Spielen in Tokio nominiert, wo er in der Mannschaftsverfolgung Rang sechs belegte und mit Roger Kluge im Zweier-Mannschaftsfahren Rang neun. 2022, 2023 und 2024 wurden die beiden Fahrer gemeinsam Europameister im Zweier-Mannschaftsfahren, im EM-Ausscheidungsfahren wurde er Zweiter. Auf der Straße gewann er die Oder-Rundfahrt. 2023 gewannen Reinhardt und Kluge zudem das Berliner Sechstagerennen. Bei seinen dritten Olympischen Spielen wurde er mit Kluge im olympischen Madison 2024 Fünfter, obwohl er das Rennen nach einem Sturz zu Beginn nur mit Schmerzen zu Ende fahren konnte. In der Mannschaftsverfolgung wurde Reinhardt mit dem deutschen Bahn-Vierer Neunter.
Anfang des Jahres 2025 beendete Theo Reinhardt seine sportliche Laufbahn, nachdem er noch die Sechstagerennen in Bremen und Berlin bestritten hatte. Er werde künftig eine Funktion im deutschen Radsportverband German Cycling übernehmen.

## Ehrungen
Im März 2024 wurde Theo Reinhardt mit der höchsten deutschen Sportauszeichnung, dem Silbernen Lorbeerblatt, geehrt.

## Erfolge

### Bahn
2008
- Junioren-Europameisterschaft – Mannschaftsverfolgung (mit Thomas Juhas, Johannes Kahra und Jakob Steigmiller)
- Deutscher Junioren-Meister – Zweier-Mannschaftsfahren (mit Thomas Juhas)

2010
- U23-Europameisterschaft – Mannschaftsverfolgung (mit Johannes Kahra, Jakob Steigmiller und Lucas Liß)
- U23-Europameisterschaft – Zweier-Mannschaftsfahren (mit Ralf Matzka)

2012
- Europameisterschaft – Mannschaftsverfolgung (mit Lucas Liß, Henning Bommel und Maximilian Beyer)

2013
- Weltmeisterschaft – Zweier-Mannschaftsfahren (mit Henning Bommel)
- Europameisterschaft – Dernyrennen

2014
- Europameisterschaft – Mannschaftsverfolgung (mit Henning Bommel, Leon Rohde, Nils Schomber und Kersten Thiele)
- Deutscher Meister – Omnium, Mannschaftsverfolgung (mit Henning Bommel, Nils Schomber und Kersten Thiele)

2015
- Deutscher Meister – Mannschaftsverfolgung (mit Henning Bommel, Nils Schomber und Domenic Weinstein)

2017
 Deutscher Meister – Mannschaftsverfolgung (mit Lucas Liß, Kersten Thiele und Domenic Weinstein), Zweier-Mannschaftsfahren (mit Kersten Thiele)
2018
- Weltmeister – Zweier-Mannschaftsfahren (mit Roger Kluge)
- Europameisterschaft – Zweier-Mannschaftsfahren (mit Roger Kluge)
- Bremer Sechstagerennen (mit Kenny De Ketele)

2019
- Berliner Sechstagerennen (mit Roger Kluge)
- Weltmeister – Zweier-Mannschaftsfahren (mit Roger Kluge)
- Deutscher Meister – Punktefahren, Zweier-Mannschaftsfahren (mit Maximilian Beyer), Mannschaftsverfolgung (mit Felix Groß, Leon Rohde und Nils Schomber)
- Europameisterschaft – Zweier-Mannschaftsfahren (mit Maximilian Beyer)
- Weltcup in Hongkong – Zweier-Mannschaftsfahren (mit Roger Kluge), Mannschaftsverfolgung (mit Felix Groß, Domenic Weinstein und Leon Rohde)

2020
- Weltmeisterschaft – Zweier-Mannschaftsfahren (mit Roger Kluge)

2021
- Nations’ Cup in Hongkong – Zweier-Mannschaftsfahren (mit Moritz Malcharek), Mannschaftsverfolgung (mit Felix Groß, Marco Mathis, Leon Rohde und Domenic Weinstein)

2022
- Deutscher Meister – Zweier-Mannschaftsfahren (mit Roger Kluge), Mannschaftsverfolgung (mit Tobias Buck-Gramcko, Nicolas Heinrich und Leon Rohde)
- Europameister – Zweier-Mannschaftsfahren (mit Roger Kluge)
- Europameisterschaft – Ausscheidungsfahren

2023
- Berliner Sechstagerennen (mit Roger Kluge)
- Europameister – Zweier-Mannschaftsfahren (mit Roger Kluge)
- Nations Cup in Jakarta – Zweier-Mannschaftsfahren (mit Roger Kluge)
- Nations Cup in Kairo – Zweier-Mannschaftsfahren (mit Roger Kluge)
- Deutscher Meister – Mannschaftsverfolgung (mit Benjamin Boos, Tobias Buck-Gramcko und Nicolas Heinrich)

2024
- Europameister – Zweier-Mannschaftsfahren (mit Roger Kluge)

2025
- Berliner Sechstagerennen (mit Roger Kluge)

### Straße
2010
- Mannschaftszeitfahren Tour de Berlin

2011
- eine Etappe Tour de Berlin

2013
- eine Etappe Okolo Jižních Čech

2015
- Deutscher Meister – Mannschaftszeitfahren

2017
- eine Etappe Dookoła Mazowsza

2022
- Gesamteinzelwertung Oder-Rundfahrt